# 渡辺義雄
渡辺 義雄（わたなべ よしお、1907年4月21日 - 2000年7月21日）は、日本の写真家である。
戦前はライカなどの小型写真機を駆使したスナップ写真で著名となった。フリーランスとなってからは、対外宣伝グラフ誌『NIPPON』に参加。また国際文化振興財団や木村伊兵衛らの中央工房に関係した国際報道写真協会で活躍。報道写真家の草分けとなる。戦後には大型カメラを使用する建築写真界の第一人者、そして優れた写真教育者となった。写真家としては日本で最初の文化功労者。三条市名誉市民。

## 人物・来歴
新潟県南蒲原郡三条町（現在の三条市）に呉服商の家に生まれる。1925年小西写真専門学校（のちの東京写真専門学校）に入学。在学中より『写真月報』に作品を発表。1928年東京写真専門学校（現東京工芸大学）卒業。6年間「オリエンタル写真工業」にエンジニアとして勤務。1930年木村専一の「新興写真研究会」に参加。ドイツの新しい写真表現である新即物主義に強い影響を受ける。1931年オリエンタル写真工業宣伝部所属となり『フォトタイムス』で撮影、編集に携わる。同誌にライカ等の小型カメラを駆使し、東京の都市生活におけるモダンな風俗や生活をスナップし組写真とした『CAMERA WORK』を発表。新興写真を代表する写真家の一人となる。またオリエンタル写真工業時代には濱谷浩が渡辺の助手を務めたことがあった。また戦前から建築写真を発表。美術評論家の板垣鷹穂と建築家の堀口捨己の示唆により、当時モダンな建築として話題となっていた御茶ノ水駅を撮影。東京大空襲で戦前のすべてのネガやプリントを喪失した。1950年、日本写真家協会設立の発起人・主宰者となり、1958年から23年間会長を務めた。1958年、金丸重嶺に請われて教鞭を執っていた日本大学芸術学部写真学科の教授に就任。1956年、エドワード・スタイケンによる『The Family of Man』日本巡回展では実行委員長を務めた。また東京都写真美術館では1990年の第1次開館時から館長に就任。日本写真芸術学会会長、日本写真協会理事長、ニコンサロン名誉館長、日本報道写真協会理事長、日本著作権協議会代表理事などを歴任。写真会社に勤務していたこともあり、写真化学に詳しく、光学器械の技術内容にも明るかった。「カメラを持って町に出よう、人の生活、動きを撮影しよう」「一回のシャッターに魂を込めろ」と、日大芸術学部の学生や東京写真大学（現・東京工芸大学）の後輩達に指導していた。

## 受賞・栄典
- 1957年　芸術選奨文部大臣賞、日本写真協会年度賞
- 1961年　通産大臣賞
- 1970年　日本写真協会功労賞
- 1970年　紺綬褒章
- 1972年　紫綬褒章
- 1974年　毎日芸術賞
- 1978年　勲三等瑞宝章
- 1989年　文化功労者、東京都文化賞、三条市名誉市民

## 戦後の代表作
- 『皇宮』トッパン、1949年
- 『帝国ホテル』鹿島研究所出版会、1968年
- 『伊勢神宮』平凡社、1973年（翌年、第15回毎日芸術賞受賞）
- 『奈良六大寺大観』岩波書店、1968-1973年（共著）
  - 普及版『大和の古寺』全7巻、岩波書店、1981年、新装版2009年
- 『神宮と伊勢路　日本の美　現代日本写真全集12』集英社、1979年
- 『宮殿と迎賓館　日本の心　現代日本写真全集12』集英社、1980年
- 『日本の塔　信仰とその象徴　渡辺義雄写真集』毎日新聞社、1982年
- 『日本名建築写真選集』新潮社、1992年（共著）
- 『伊勢神宮　渡辺義雄の眼』講談社、1994年

## 関連図書
- 『渡辺義雄の世界　─人・街・建築への視線』展図録、東京都写真美術館、1996年
- 『日本の写真家13 渡辺義雄』岩波書店、1997年
- 工藤圭章『古寺建築入門』岩波書店・岩波グラフィックス、1984年